# マクドノー (DD-331)
|          |                                                  |
| 艦歴     |                                                  |
| 発注     |                                                  |
| 起工     | 1920年5月24日                                    |
| 進水     | 1920年12月15日                                   |
| 就役     | 1921年4月30日                                    |
| 退役     | 1930年1月8日                                     |
| その後   | 1930年12月20日にスクラップとして売却             |
| 除籍     | 1930年7月8日                                     |
| 性能諸元 |                                                  |
| 排水量   | 1,190トン                                        |
| 全長     | 314 ft 5 in (95.83 m)                            |
| 全幅     | 31 ft 8 in (9.65 m)                              |
| 吃水     | 9 ft 4 in (2.84 m)                               |
| 機関     | ギアード・タービン、2軸推進、26,500 shp          |
| 最大速   | 35ノット (65 km/h)                               |
| 乗員     | 士官、兵員122名                                  |
| 兵装     | 4インチ砲4門 3インチ砲1門 21インチ魚雷発射管12門 |

マクドノー (USS Macdonough, DD-331) は、アメリカ海軍の駆逐艦。クレムソン級駆逐艦の1隻。艦名はトーマス・マクドノー代将に因む。その名を持つ艦としては2隻目。

## 艦歴
マクドノーは1920年5月24日にカリフォルニア州サンフランシスコのベスレヘム造船で起工する。1920年12月15日にチャールズ・W・ダブニー夫人（マクドノー代将の曾孫娘）によって進水し、1921年4月30日に艦長H・J・レイ大尉の指揮下就役する。
就役後はサンディエゴを拠点とし、マクドノーは西海岸で作戦活動に従事した。定期的に戦闘艦隊と共に中央アメリカの太平洋岸、ハワイ諸島およびカリブ海を巡航、艦隊演習を行い、通常任務の間にしばしば特別任務を命じられた。その特別任務の中には1925年6月20日から9月26日にかけて艦隊と共に行われたサモア、オーストラリア、ニュージーランドへの親善訪問も含まれた。
1929年3月22日、マクドノーはパナマ運河地帯のバルボアで行われた艦隊演習からサンディエゴへ帰還し、その後はカリフォルニア州南方での作戦活動に従事した。マクドノーは1930年1月8日にサンディエゴで退役し、12月20日にスクラップとして売却された。